# Anastasija Mikłaszewicz
Anastasija Mikłaszewicz (biał.: Анастасія Міклашэвіч; ros.: Анастасия Миклашевич; ur. 9 kwietnia 1988 w Mińsku) – białoruska siatkarka, reprezentantka kraju. W reprezentacji Białorusi Zadebiutowała w Polsce, w Dąbrowie Górniczej.

## Kluby
- Sławianka Mińsk
- SDJuSzOR